# 施河镇
施河镇，是中华人民共和国江苏省淮安市淮安区下辖的一个乡镇级行政单位。该镇以教具产业著称。
2018年7月撤销施河镇、溪河镇，设立新的施河镇。以原施河镇、溪河镇所辖区域为施河镇行政区域，施河镇人民政府驻陆河居委会境内，办公地址为政和路1号。

## 行政区划
施河镇下辖以下地区：
陆河社区、园区社区、王桥村、葛庄村、岔南村、施庄村、崔河村、万新村、侯庄村、大施河村、郭庄村、条龙村、鲁赵村、成灌村、双溪村和双福村。